# Marcela Lagarde
María Marcela Lagarde y de los Ríos (Ciutat de Mèxic, 1948) és una acadèmica, antropòloga i investigadora mexicana, especialitzada en etnologia, representant del feminisme llatinoamericà. El feminisme, segons Lagarde, constitueix una afirmació intel·lectual, teòrica i jurídica de concepcions del món, modificacions de fets, relacions i institucions.
Associada fundadora de la Xarxa d'Investigadores per la Vida i la Llibertat de les Dones. És el major referent del feminisme a Llatinoamèrica. Activista i teòrica, s'ha dedicat estudi antropològic de la condició femenina, ha realitzat diverses publicacions no impreses, tractant temes com la captivitat, cura, sexualitat, amor, poder, treball, violència, subjectivitat, religió, dret, maternitat, sororitat, etc. És autora de nombrosos articles i llibres sobre estudis de gènere, feminisme, desenvolupament humà i democràcia, poder i autonomia de les dones, etc.
És catedràtica de la Universitat Nacional Autònoma de Mèxic. En la seva joventut, Marcela Lagarde va ser militant del Partit Comunista. Es va presentar a les eleccions com a candidata independent en les llistes del Partit de la Revolució Democràtica (PRD) i va ser triada diputada al Congrés Federal mexicà entre 2003 i 2006. Durant la legislatura va destacar el seu treball a favor dels drets de les dones.
Ha encunyat el terme feminicidi per descriure la situació en Ciutat Juárez, Mèxic i va aconseguir la creació d'una Comissió Especial de feminicidi al Congrés per investigar l'assassinat de dones en Ciutat Juárez. Va dirigir la Recerca Diagnòstica sobre Violència Feminicida en la República Mexicana, per la qual es va descobrir que el feminicidi no és exclusiu de Ciutat Juárez.
Va promoure tipificar el delicte de Feminicidi en el Codi Penal Federal i de la Llei General d'Accés de les Dones a Una Vida Lliure de Violència, llei vigent a Mèxic des del 2 de febrer de 2007.
El títol de la seva tesi doctoral és Les captivitats de les dones: madresposas, monges, putes, preses i boges.
Durant la seva legislatura, els seus assoliments més importants van ser l'impuls a la Llei General d'Accés per a les Dones a una Vida Lliure de Violència i la promoció de la tipificació del delicte de feminicidi arran dels assassinats en Ciutat Juárez, que gràcies al seu impacte mediàtic va propiciar portar-ho al Parlament, també ha impulsat la Llei de Protecció dels Drets de Nenes, Nens i Adolescents, la Llei Federal per Prevenir i Eliminar la Discriminació, la Llei per Prevenir i Sancionar la Tracta de Persones i la Llei General per a la Igualtat entre Dones i Homes.
Va participar com a perit en el cas Camp Cotoner, en el qual la Cort Interamericana de Drets Humans va jutjar diversos assassinats en Ciutat Juárez, qui juntament amb 70 col·laboradores, va elaborar la metodologia adequada per analitzar els assassinats excloent prejudicis i emfatitzant les circumstàncies que sustenten la violència extrema.